# ダテハゼ
ダテハゼ（伊達鯊、Amblyeleotris japonica）とは、スズキ目ハゼ科に属する魚類の1種である。

## 特徴

### 生息域
西太平洋や紅海など。日本では千葉県以南に分布している。
沿岸や内湾の水深30 mまでのサンゴ礁域の砂礫底に生息している。

### 体長
成魚で10-13 cm程度になる。

### 形態

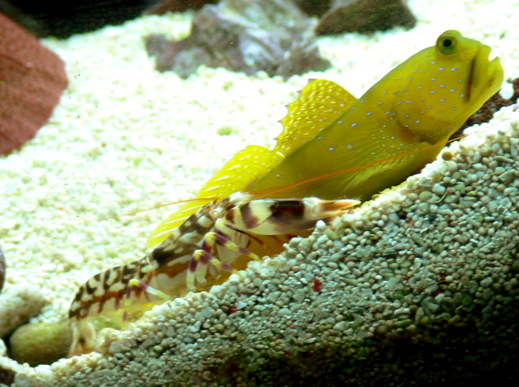
ほかのハゼ科の魚と共生するニシキテッポウエビ。このようにダテハゼとも共生する。

体色は淡く、茶褐色の横縞が5本入リ、下顎に縦筋がある。頬に斑点が出る個体もいる。
本種の大きな特徴は、テッポウエビの仲間と相利共生状態にあると考えられており、テッポウエビが掘った巣穴に住み着く代わりに危険を感じると尾鰭を震わせテッポウエビに危険を知らせる。テッポウエビは常にヒゲを本種の体に触れさせており、危険が近づくと巣穴に逃げ込む。他にテッポウエビと共生するハゼ科の生物はイトヒキハゼやヤマブキハゼなどが知られている。主に共生しているのはニシキテッポウエビであることが多い。ハナハゼやオグロクロユリハゼなどが本種らの巣穴に住み着くことがある。
主に小型の甲殻類や魚介類を捕食する。